# Ditlev Gothard Monrad
Ditlev Gothard Monrad (Copenhague, 24 de noviembre de 1811 - Nykøbing Falster, 28 de marzo de 1887) fue un político danés y obispo de la diócesis de Lolland-Falster.

## Biografía
El padre de Ditlev, Otto Sommer Monrad, desempeñó el cargo de abogado antes de ser internado en un asilo mental, lugar en el que falleció en 1863. Bajo el cargo de su madre, Monrad estudió teología en la Universidad de Copenhague, convirtiéndose posteriormente en ministro luterano pero al mismo tiempo participando activamente en política. Se convirtió en editor jefe de la publicación liberal Fedrelandet, la cual comenzó a redactarse en 1840, y fue uno de los principales líderes del Partido Liberal Nacional, encabezando el movimiento hacia una Dinamarca constitucional después de 1848, año en el que se convirtió en obispo. Al año siguiente pasó a ser uno de los miembros del Parlamento, antes de ser nombrado primer ministro de Dinamarca el 31 de diciembre de 1863.
Fue líder de facto de Dinamarca antes de la Guerra de los Ducados acaecida en 1864, que enfrentó a la Confederación Germánica liderada por Otto von Bismarck contra el pueblo danés. La batalla finalizó el 30 de octubre del mismo año con la firma de la Paz de Viena. 
Terminada la guerra, un Monrad desilusionado emigró a Nueva Zelanda tras apartarse oficialmente de la política, asentándose en la localidad de Palmerston North, en la Isla Norte. Durante su estancia en el archipiélago, Monrad ayudó a la Compañía de Nueva Zelanda para encontrar colonos escandinavos que pudiesen asentarse en las islas, siendo uno de los principales promotores de la villa Dannevirke.
Su trabajo fue detenido por los maoríes miembros de la secta Hauhau, fundada y liderada por Titokowaru, que combatían en la Guerra de las Tierras de Nueva Zelanda. Monrad recogió sus pertenencias y se fue con su familia a Wellington y luego regresó a Dinamarca en 1869. Sus hijos Viggo y Johannes regresaron más tarde a Nueva Zelanda para convertirse en agricultores. Su colección de arte, la cual albergaba obras de Rembrandt, Rubens, Albrecht Dürer y Van Dyck, fue donada al gobierno neozelandés y actualmente están expuestas en Museo de Nueva Zelanda Te Papa Tongarewa de la capital.